# Costa tra Punta Tresino e le Ripe Rosse
Costa tra Punta Tresino e le Ripe Rosse este o arie protejată (arie de protecție specială avifaunistică — SPA) din Italia întinsă pe o suprafață de 2.841 ha, integral pe uscat.

## Localizare
Centrul sitului Costa tra Punta Tresino e le Ripe Rosse este situat la coordonatele 40°14′47″N 14°56′47″E / 40.24625°N 14.946501°E.

## Înființare
Situl Costa tra Punta Tresino e le Ripe Rosse a fost declarat arie de protecție specială avifaunistică în octombrie 1999 pentru a proteja 40 de specii de animale.

## Biodiversitate
Situată în ecoregiunea mediteraneană, aria protejată conține 9 habitate naturale: Păduri de pin mediteraneene cu pini mezogeni endemici, Iazuri temporare mediteraneene, Formațiuni scunde de Euphorbia în apropierea falezelor, Pseudostepă cu ierburi și specii anuale de Thero-Brachypodietea, Păduri de Quercus ilex și Quercus rotundifolia, Dune cu tufărișuri sclerofile Cisto-Lavenduletalia, Recifuri, Faleze cu vegetație de Limonium spp. endemic de pe coastele mediteraneene, Tufărișuri termo-mediteraneene și de pre-deșert.
La baza desemnării sitului se află mai multe specii protejate:
- păsări (36): pescăruș albastru (Alcedo atthis), stârc roșu (Ardea purpurea), Calonectris diomedea, chirighiță neagră (Chlidonias niger), erete de stuf (Circus aeruginosus), erete cenușiu (Circus pygargus), porumbel de scorbură (Columba oenas), dumbrăveancă (Coracias garrulus), prepeliță (Coturnix coturnix), egretă mică (Egretta garzetta), șoim de iarnă (Falco columbarius), Falco eleonorae, șoim călător (Falco peregrinus), muscar-gulerat (Ficedula albicollis), sfrâncioc roșiatic (Lanius collurio), Larus argentatus, Larus audouinii, pescăruș sur (Larus canus), pescăruș negricios (Larus fuscus), Larus genei, pescăruș-cu-cap-negru (Larus melanocephalus), pescăruș râzător (Larus ridibundus), Mergus serrator, gaia neagră (Milvus migrans), gaia roșie (Milvus milvus), Numenius arquata arquata, Numenius phaeopus, vultur pescar (Pandion haliaetus), viespar (Pernis apivorus), Phalacrocorax carbo sinensis, sitar de pădure (Scolopax rusticola), turturică (Streptopelia turtur), silvie de tufiș (Sylvia undata), chiră de mare (Thalasseus sandvicensis), sturzul viilor (Turdus iliacus), sturz-cântător (Turdus philomelos)
- mamifere (2): liliacul mare cu potcoavă (Rhinolophus ferrumequinum), liliacul mic cu potcoavă (Rhinolophus hipposideros)
- nevertebrate (1): Melanargia arge
- reptile (1): șarpele cu patru dungi (Elaphe quatuorlineata)

Pe lângă speciile protejate, pe teritoriul sitului au mai fost identificate 3 specii de plante, 2 specii de amfibieni, 2 specii de nevertebrate, 4 specii de reptile.